# Santa Rosa (Arizona)
Santa Rosa é uma Região censo-designada localizada no estado americano do Arizona, no Condado de Pima.

## Demografia
Segundo o censo americano de 2000, a sua população era de 438 habitantes.

## Geografia
De acordo com o United States Census Bureau tem uma área de 14,8 km², dos quais 14,8 km² cobertos por terra e 0,0 km² cobertos por água. Santa Rosa localiza-se a aproximadamente 565 m acima do nível do mar.

## Localidades na vizinhança
O diagrama seguinte representa as localidades num raio de 64 km ao redor de Santa Rosa.